# Valašské Klobouky
Valašské Klobouky (în română Pălăriile și în germană Wallachisch Klobouk) este un oraș din Regiunea Zlín din Cehia.